# Manuel Akanji
Manuel Akanji   (Neftenbach, 19 de juliol de 1995) és un futbolista suís que juga com a central o lateral al Manchester City a la Premier League, i a la selecció de Suïssa.
Manuel Akanji va arribar al City l'últim dia de la finestra de fitxatges de l'estiu passat (2022), però la seva adaptació a l'equip va ser immediata i el seu pes determinant a la històrica campanya del Triplet.
Amb 3.814 minuts disputats en els seus 48 partits a totes les competicions, només tres companys van estar més minuts jugant que el central suís.

## Família
El pare d'Akanji, expert financer a Nigèria, va ser futbolista amateur a la seva joventut i encara juga al seu temps lliure. La seva mare suïssa és extennista i la seva germana gran, atleta. A més, una altra de les seves germanes juga futbol amb el FC Winterthur a la segona divisió suïssa. D'altra banda, el segon nom d'Akanji, Obafemi, ve de l'antiga estrella del Wolfsburg, Inter Milà i Newcastle Obafemi Martins.

## Dades personals
Va néixer a Suïssa el 19 de juliol de 1995, fa un 1,86 m i pesa 85 kg.

## Carrera esportiva
Va debutar al 2014 amb el FC Winterthur, al 2022 va arribar al Manchester City i juga a la Premier League des del 2022, es defensa i porta el dorsal 25 amb el Manchester City, de moment(2023) porta 12 gols, juga a la selecció Suïssa, que va debutar el 9 de juny de 2017 amb el dorsal 5. Porta de moment(52 gols amb la selecció).

## Trofeus
- Champions League 2022-23 (Manchester City)
- Premier League 2022-23 (Manchester City)
- Supercopa d'Europa 2023-24 (Manchester City)
- FA Cup d'Anglaterra 2022-23 (Manchester City)
- Copa d'Alemanya 2020-21 (Borussia Dormund)
- Supercopa d'Alemanya 2019-20 (Borussia Dormund)
- Dos vegades campió de Suïssa 2015-16, 2016-17 (F.C. Brasilea)
- Campió de la copa Suïssa 2016-17 (F.C. Brasilea)

## Internacional
Després de jugar dos partits amb la selecció de futbol sub-20 de Suïssa i sis amb la selecció de futbol sub-21 de Suïssa, finalment el 9 de juny de 2017 va fer el seu debut amb la selecció absoluta en un partit contra les illes Fèroe que va finalitzar amb un resultat de 0-2 a favor del equip suís després dels gols de Granit Xhaka i Xherdan Shaqiri. A més va arribar a disputar quatre partits de la classificació per a la Copa Mundial de Futbol de 2018.

## Trajectòria futbolística
Després de jugar tres anys al Basilea, Akanji va ser traspassat al Borussia Dortmund el 2018. Tot i que amb va jugar un total de 158 vegades, aquest estiu ha perdut el lloc a la defensa amb l'arribada de Niklas Sule del Bayern Munic, i la de Nico Schlotterbeck del Friburg. El Borussia va pagar més de 21 milions d'euros pel central al moment, ara el ven a la baixa. Segons informen mitjans anglesos, el Manchester City ha desemborsat una mica més de 17 milions i mig d'euros pel suís.